# Cirratulus indicus
Cirratulus indicus är en ringmaskart som beskrevs av Francis Day 1973. Cirratulus indicus ingår i släktet Cirratulus och familjen Cirratulidae. Inga underarter finns listade i Catalogue of Life.